# Francisco Camilo
Pour les articles homonymes, voir Camilo.
Francisco Camilo, né en 1610 à Madrid et mort dans la même ville en 1673, est un peintre espagnol. 